# Stromeinspeisungsgesetz
Das deutsche Stromeinspeisungsgesetz (StromEinspG) vom 7. Dezember 1990 (BGBl. I S. 2633), im Langtitel Gesetz über die Einspeisung von Strom aus erneuerbaren Energien in das öffentliche Netz, trat am 1. Januar 1991 als Einspruchsgesetz in Kraft und war der Vorläufer des Erneuerbare-Energien-Gesetzes, von dem es am 1. April 2000 abgelöst wurde.
Es regelte erstmals die Verpflichtung der Elektrizitätsversorgungsunternehmen, elektrische Energie aus regenerativen Quellen abnehmen und vergüten zu müssen. Entworfen wurde es von den beiden Politikern Matthias Engelsberger (CSU) und Wolfgang Daniels (Grüne), schließlich in den Bundestag eingebracht durch die CSU/CDU-Fraktion, da der damalige Fraktionsgeschäftsführer Jürgen Rüttgers Bedenken hatte, einen gemeinsamen Antrag von Union und Grünen zu stellen.

## Entstehungsgeschichte
Matthias Engelsberger beschäftigte die Idee für das Stromeinspeisegesetz schon eine Weile. Doch wusste er nicht, wie er sie verwirklichen sollte. Nach 21 Jahren im Bundestag wollte er nicht gehen, ohne etwas zu hinterlassen.
Seinem Vater gehörte ein kleines Wasserkraftwerk, das die kleine Gemeinde Siegsdorf  versorgte. Er hatte dann für den Verband der bayrischen Wasserkraftwerke die Einspeisepreise verhandelt und ärgerte sich darüber, dass die Energieversorger dabei extrem niedrige Preise von ca. 0,08 DM pro Kilowattstunde durchsetzen konnten, d. h. unter ihren eigenen Gestehungskosten.
Der gemeinsam mit Daniels erarbeitete Gesetzestext erhielt Unterstützung von 70 Abgeordneten in der CDU/CSU-Fraktion. Da es beiden um die Sache ging, stimmten sie den Vorschlag von Jürgen Rüttgers zu, das Gesetz als Antrag der CDU/CSU-Fraktion einzubringen.
Wegen großer Debatten um die Wiedervereinigung wäre der Gesetzentwurf mehrfach fast von der Tagesordnung verdrängt worden.

## Inhalt
Die Einspeisevergütung wurde als bestimmter Anteil des Verbraucherpreises beim selben Energieversorger festgelegt und ersparte somit dem Kleinerzeuger die schwierigen Verhandlungen. Diese Förderung wurde auf Anlagen mit einer Maximalkapazität von 5 Megawatt beschränkt. Für jede eingespeiste Kilowattstunde wurde dadurch der Preis für Wasserstrom auf damals mindestens 13,84 Pfennig, für Strom aus Wind- und Sonnenenergie 16,61 Pfennig festgelegt. Die Versorger durften die Kosten auf die Stromrechnungen der Verbraucher umlegen.